# Tangerine Dream Plays Tangerine Dream
Tangerine Dream Plays Tangerine Dream es el cuadragésimo álbum de estudio del grupo alemán de música electrónica Tangerine Dream. Publicado en 2006 por el sello Eastgate destaca en la trayectoria de la banda por tratarse de un álbum con nuevas versiones y regrabaciones de temas previos por parte de integrantes del grupo, como Edgar Froese, Linda Spa o Thorsten Quaeschning, y músicos que ya no formaban parte de Tangerine Dream como Paul Haslinger (1986-1990) o Johannes Schmoelling (1980-1985).

## Producción

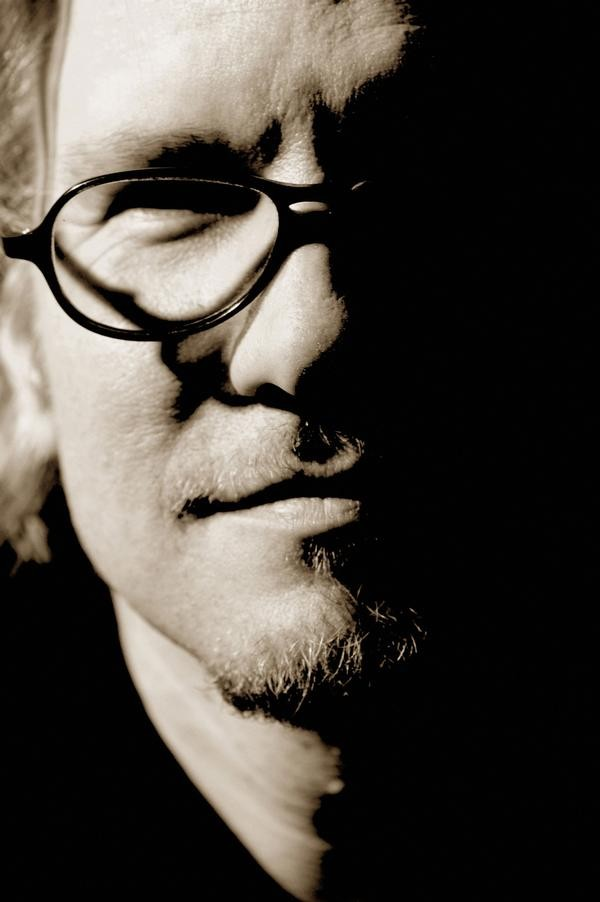
Paul Haslinger, componente de Tangerine Dream (1986-1990), participó en Tangerine Dream Plays Tangerine Dream

Grabado entre los estudios TownEnd (Berlín) y Eastgate (Viena) Tangerine Dream Plays Tangerine Dream incluye algunas canciones clásicas bien conocidas del grupo, como «Convention Of The 24», «Phaedra 2005» o «Logos Velvet», si bien no hay ninguna de sus primeros años de actividad.

"Las 13 canciones de este álbum inauguran una serie de regrabaciones y mezclas en diversas perspectivas artísticas y técnicas para brindar al oyente diferentes puntos de vista sobre composiciones creadas originalmente por Tangerine Dream y algunos de sus miembros o invitados de corta o larga duración."
Libreto de Tangerine Dream Plays Tangerine Dream 

Cada tema se regrabó y remezcló expresamente para este álbum con una excepción: «Southpole Crossing», la canción que abre el disco, formaba parte de la banda sonora del documental rodado en Japón Mandala y era un tema inédito. No obstante algunas de las versiones se han podido escuchar en interpretaciones en vivo (por ejemplo, «Beach Theme», interpretado por Zlatko Perica es prácticamente idéntica a la versión registrada en el disco en vivo Valentine Wheels grabado en 1997 y publicado de 1998).

## Listado de temas
| N.º   | Título | Escritor(es)                                         | Duración |  |
| 1.    | «Southpole Crossing» (de la banda sonora Mandala previamente sin editar, interpretado por Paul Haslinger) | Edgar Froese Paul Haslinger                          | 4:10     |  |
| 2.    | «Logos Blue» (del álbum en vivo Logos Live interpretado por Ralf Wadephul)                                | Edgar Froese Christopher Franke Johannes Schmoelling | 6:00     |  |
| 3.    | «Alchemy Of The Heart II» (de Tyger interpretado por Paul Haslinger y Edgar Froese)                       | Edgar Froese Christopher Franke Paul Haslinger       | 4:29     |  |
| 4.    | «Beach Theme» (de la banda sonora Thief interpretado por Zlatko Perica)                                   | Edgar Froese Christopher Franke Johannes Schmoelling | 3:39     |  |
| 5.    | «Phaedra 2005» (de Phaedra interpretado por Edgar Froese)                                                 | Edgar Froese Christopher Franke Peter Baumann        | 5:50     |  |
| 6.    | «Desert Dream» (del álbum en vivo Encore interpretado por Ralf Wadephul)                                  | Edgar Froese Christopher Franke Peter Baumann        | 4:02     |  |
| 7.    | «Convention Of The 24» (de White Eagle interpretado por Edgar Froese)                                     | Edgar Froese Christopher Franke Johannes Schmoelling | 9:25     |  |
| 8.    | «The Blue Bridge» (del álbum en vivo 220 Volt Live interpretado por Thorsten Quaeschning y Linda Spa)     | Edgar Froese                                         | 3:33     |  |
| 9.    | «Ride On A Way» (de Underwater Sunlight interpretado por Edgar Froese)                                    | Edgar Froese Christopher Franke                      | 8:44     |  |
| 10.   | «Logos Velvet» (del álbum en vivo Logos Live interpretado por Thorsten Quaeschning)                       | Edgar Froese Christopher Franke Johannes Schmoelling | 5:09     |  |
| 11.   | «Challengers Arrival» (de la banda sonora The Keep interpretado por Edgar Froese)                         | Edgar Froese                                         | 4:07     |  |
| 12.   | «Sphinx Red Lighning» (de Hyperborea interpretado por Edgar Froese)                                       | Edgar Froese Christopher Franke Johannes Schmoelling | 4:56     |  |
| 13.   | «Pergamon Sphere» (del álbum en vivo Quichotte interpretado por Johannes Schmoelling)                     | Edgar Froese Christopher Franke                      | 5:01     |  |
| 14.   | «Loved By The Sun» (de la banda sonora Legend interpretado por Edgar Froese y Thorsten Quaeschning)       | Edgar Froese Christopher Franke Johannes Schmoelling | 3:35     |  |
| 72:40 | |                                                      |          |  |

## Personal
Intérpretes
- Edgar Froese - interpretación de «Alchemy Of The Heart II», «Phaedra 2005», «Convention Of The 24», «Ride On A Way», «Challengers Arrival», «Sphinx Red Lightning» y «Loved By The Sun», ingeniería de grabación y producción
- Thorsten Quaeschning - interpretación de «The Blue Bridge», «Logos Velvet» y «Loved By The Sun»
- Ralf Wadephul - interpretación de «Logos Blue» y «Desert Dream»
- Linda Spa - interpretación de «The Blue Bridge»
- Johannes Schmoelling - interpretación de «Pergamon Sphere»
- Paul Haslinger - interpretación de «Southpole Crossing» y «Alchemy Of The Heart II»
- Harald Pairits - masterización
- Christian Gstettner - ingeniería de grabación